# La Fouillouse
La Fouillouse là một xã trong tỉnh Loire miền trung nước Pháp.